# ساتاردی اریمویا
ساتاردی اریمویا (انگلیسی: Saturday Erimuya؛ زادهٔ ۱۰ ژانویهٔ ۱۹۹۸) بازیکن فوتبال اهل نیجریه است.
از باشگاه‌هایی که در آن بازی کرده‌است می‌توان به باشگاه ورزشی کایسری ارجیسپور اشاره کرد.
وی همچنین در تیم ملی فوتبال زیر ۲۳ سال نیجریه بازی کرده‌است.
وی در مسابقات کشوری و بین‌المللی در مجموع برندهٔ ۱ مدال برنز شده‌است.